# Тінакула
Тінакула — конічний стратовулкан, який утворює острів на північ від Нендо в провінції Темоту, Соломонові Острови. Вулкан розташований у північній частині островів Санта-Крус. Він має ширину близько 3,5 км і піднімається на 851 м над рівнем моря. Загальна висота вулкану відносно морського дна від 3 до 4 км.  Виверження вулкану вперше було зафіксовано в 1595 році, коли Альваро де Менданья проплив повз нього.
Острів незаселений. Населення було знищено, коли виверження вулкана близько 1840 року і пірокластичні потоки охопили увесь остров. У 1951 році полінезійці з Нукапу та Нупані оселилися на острові. Чисельність  населення  на острові  досягла 130 осіб, перш ніж їм довелося евакуювати через виверження 1971 року. Село Тематенені знаходилося на південно-східному узбережжі. Наприкінці 1980-х дві родини (менше 10 осіб) з Нупані зробили ще одну спробу заселити острів.
Перше зареєстроване європейцями виверження було від іспанської експедиції Альваро де Менданья 7 вересня 1595 року, коли вони пливли до острова Нендо, де вони залишалися на кілька тижнів. Вулкан був описаний як високий, з добре сформованою вершиною та окружністю близько 3 льє (6,6 км).  
У газеті Melbourne Age від 10 листопада 1868 року є коротка згадка стосовно подорожі барки Tycoon, корабля, який перевозив чай із Фу-Чоу-Фу до Мельбурна для братів Джошуа. Корабель, як стверджується, «... 17 жовтня (1868) пройшов повз острів Вулкано, один із Південної групи (Санта-Крус). Тоді він активно діяв, викидаючи величезні обсяги вогню та диму».

## Дивіться також
- Список вулканів Соломонових островів
- Список островів